# Lijst van militaire rangen van de Servische strijdkrachten
In dit artikel wordt een lijst van militaire rangen van de Servische strijdkrachten beschreven.
| Landmacht                                                                    | Landmacht | Luchtmacht                                                                   | Luchtmacht | Riviervloot                                                                  | Riviervloot |
| ---------------------------------------------------------------------------- | --------- | ---------------------------------------------------------------------------- | ---------- | ---------------------------------------------------------------------------- | ----------- |
| Generaal (Генерал / General)                                                 |           | Generaal (Генерал / General)                                                 |            | Admiraal (Адмирал)                                                           |             |
| Luitenant-generaal (Генерал-Потпуковник / General-Potpukovnik)               |           | Luitenant-generaal (Генерал-Потпуковник / General-Potpukovnik)               |            | Vice-admiraal (Вице Адмирал / Vice Admiral)                                  |             |
| Generaal-majoor (Генерал-Мајор / General-Major)                              |           | Generaal-majoor (Генерал-Мајор / General-Major)                              |            | Achteradmiraal (Контра Адмирал / Kontra Admiral)                             |             |
| Brigadegeneraal (Бригадни Генерал / Brigadni General)                        |           | Brigadegeneraal (Бригадни Генерал / Brigadni General)                        |            | Commodore (Комодор / Komodor)                                                |             |
| Kolonel (Пуковник / Pukovnik)                                                |           | Kolonel (Пуковник / Pukovnik)                                                |            | Linieschipkapitein (Капетан Бојног Брода / Kapetan Vojnog Broda)             |             |
| Luitenant-kolonel (Потпуковник / Potpukovnik)                                |           | Luitenant-kolonel (Потпуковник / Potpukovnik)                                |            | Fregatkapitein (Капетан Фрегате / Kapetan Fregate)                           |             |
| Majoor (Мајор / Major)                                                       |           | Majoor (Мајор / Major)                                                       |            | Korvetkapitein (Капетан Корвете / Kapetan Korvete)                           |             |
| Kapitein 1e klasse, 1ère classe (Капетан I класе / Kapetan I klase)          |           | Kapitein 1e klasse, 1ère classe (Капетан I класе / Kapetan I klase)          |            | Linieschipluitenant (Поручник Бојног Брода / Poručnik Vojnog Broda)          |             |
| Kapitein (Капетан / Kapetan)                                                 |           | Kapitein (Капетан / Kapetan)                                                 |            | Fregatluitenant (Поручник Фрегате / Poručnik Fregate)                        |             |
| Eerste luitenant (Поручник / Poručnik)                                       |           | Eerste luitenant (Поручник / Poručnik)                                       |            | Korvetluitenant (Поручник Корвете / Poručnik Korvete)                        |             |
| Tweede luitenant (Потпоручник / Potporučnik)                                 |           | Tweede luitenant (Потпоручник / Potporučnik)                                 |            | Vaandrig (Потпоручник / Potporučnik)                                         |             |
| Adjudant, 1e klasse (Заставник I класе / Zastavnik I klase)                  |           | Adjudant, 1e klasse (Заставник I класе / Zastavnik I klase)                  |            | Adjudant, 1e klasse (Заставник I класе / Zastavnik I klase)                  |             |
| Adjudant (Заставник / Zastavnik)                                             |           | Adjudant (Заставник / Zastavnik)                                             |            | Adjudant (Заставник / Zastavnik)                                             |             |
| Sergeant-Majoor, 1e klasse (Старији Водник I класе / Stariji Vodnik I klase) |           | Sergeant-Majoor, 1e klasse (Старији Водник I класе / Stariji Vodnik I klase) |            | Sergeant-Majoor, 1e klasse (Старији Водник I класе / Stariji Vodnik I klase) |             |
| Sergeant-Majoor (Старији Водник / Stariji Vodnik)                            |           | Sergeant-Majoor (Старији Водник / Stariji Vodnik)                            |            | Sergeant-Majoor (Старији Водник / Stariji Vodnik)                            |             |
| Sergeant, 1e klasse (Водник I класе / Vodnik I klase)                        |           | Sergeant, 1e klasse (Водник I класе / Vodnik I klase)                        |            | Sergeant, 1e klasse (Водник I класе / Vodnik I klase)                        |             |
| Sergeant, (Водник / Vodnik)                                                  |           | Sergeant, (Водник / Vodnik)                                                  |            | Sergeant, (Водник / Vodnik)                                                  |             |
| Sergeant, junior (Млађи водник / Mlađi vodnik)                               |           | Sergeant, junior (Млађи водник / Mlađi vodnik)                               |            | Sergeant, junior (Млађи водник / Mlađi vodnik)                               |             |
| Korporaal, (Десетар / Desetar)                                               |           | Korporaal, (Десетар / Desetar)                                               |            | Korporaal, (Десетар / Desetar)                                               |             |
| Soldaat, (Разводник / Razvodnik)                                             |           | Soldaat, (Разводник / Razvodnik)                                             |            | Matroos, 1e klasse (Разводник / Razvodnik)                                   |             |